# فيكتور مور
فيكتور فريدريك مور (بالإنجليزية: Victor Moore)‏ (24 فبراير 1876 - 23 يوليو 1962) ممثل مسرحي و تلفزيوني أمريكي، وهو نجم برودواي الرئيسي من أواخر عشرينيات القرن الماضي وحتى الثلاثينيات. كان أيضًا كوميديًا وكاتبًا ومخرجًا، يعتبر فيلم إفساح الطريق للغد عام 1937، وأحد الأفلام المفضل لدى المخرج ليو مكاري من بين جميع الافلام التي أخرجها؛ من بين المعجبين المشهورين الآخرين أورسن ويلز وغاستون موريس وكاتب السيناريو الياباني كوغو نودا، الذين قاموا بإقتباس عن بكتابة سيناريو فيلم قصة طوكيو عام 1953.

## روابط خارجية
- فيكتور مور على موقع IMDb (الإنجليزية)
- فيكتور مور على موقع ألو سيني (الفرنسية)
- فيكتور مور على موقع أول موفي (الإنجليزية)
- فيكتور مور على موقع قاعدة بيانات برودواي على الإنترنت (الإنجليزية)
- فيكتور مور على موقع قاعدة بيانات الأفلام السويدية (السويدية)
- فيكتور مور على موقع إن إن دي بي (الإنجليزية)
- فيكتور مور على موقع ديسكوغز (الإنجليزية)
- فيكتور مور على موقع قاعدة بيانات الفيلم (الإنجليزية)
- فيكتور مور على موقع كينوبويسك (الروسية)

- أوراق فيكتور مور, 1858-1964 مسرح بيلي روز شعبة ، مكتبة نيويورك العامة.